# Hippolyte Halna du Fretay
Pour les articles homonymes, voir Halna du Fretay.
Hippolyte Halna du Fretay, né le 11 mai 1819 à Ploaré (Finistère) et décédé le 28 avril 1893 à Paris, est un amiral et homme politique français.

## Biographie
Hippolyte Halna du Fretay est le fils de Fidèle Halna du Fretay, officier de cavalerie, et de Renée Macé. Marié avec Mathilde de Mauduit du Plessix, il est le père du général René Halna du Fretay.
Après une carrière dans la marine, entre 1835 et 1881, qui l'amène jusqu'au grade de contre-amiral, commandant du bateau-école Borda II (1875-1877), il entre en politique dès 1882, en se faisant élire sénateur monarchiste du Finistère. Réélu jusqu'à sa mort en 1893, il intervient très régulièrement et vote avec l'opposition de droite.

### Sources
- « Hippolyte Halna du Fretay », dans Adolphe Robert et Gaston Cougny, Dictionnaire des parlementaires français, Edgar Bourloton, 1889-1891 [détail de l’édition]
- « Hippolyte Halna du Fretay », dans le Dictionnaire des parlementaires français (1889-1940), sous la direction de Jean Jolly, PUF, 1960 [détail de l’édition]